# Jahad Abdullah al-Sheikh
Jahad Abdullah al-Sheikh (arabisch جهاد عبد الله الشيخ, DMG Ǧihād ʿAbd Allāh aš-Šaiḫ; * 5. August 1972) ist ein ehemaliger omanische Sprinter.

## Sportliche Laufbahn
Er trat bei den Olympischen Spielen 2000 in Sydney an. Im Wettbewerb 4-mal-100-Meter-Staffel nahm er mit den Team-Kameraden Mohamed al-Houti, Mohamed Said al-Maskary und Hamoud Abdallah al-Dalhami teil. Sie schieden im Vorlauf aus. Sie liefen omanische Jahresbestzeit und kamen auf Platz 28. Bereits 1998 bei den Asienspielen in Bangkok lief er mit seinen Teamkameraden Ahmed Al-Moamari, Mohamed al-Houti und Hamoud Abdallah al-Dalhami in der 4-mal-100-Meter-Staffel auf Rang 3 und gewann die Bronzemedaille.